# 人生はParadise!
「人生はParadise!」（じんせいはパラダイス）は高岡亜衣の3枚目のシングル。

## 概要
- 同じ所属事務所（ボックスコーポレーション）の先輩である坂下千里子が出演しているフジテレビのローカル番組『もしもツアーズ』エンディングテーマ。

## 収録曲
1. 人生はParadise!
作詞:高岡亜衣 作曲･編曲:徳永暁人
2. 眠れない夜
作詞･作曲:高岡亜衣 編曲:麻井寛史
3. 雲になれたら
作詞･作曲:高岡亜衣 編曲:寺島良一
4. 人生はParadise!(inst.)
作曲･編曲:徳永暁人

## 参加ミュージシャン
- 大田紳一郎（doa） - コーラス